# سه‌گانه دنباله جنگ ستارگان
سه‌گانهٔ دنبالهٔ جنگ ستارگان (انگلیسی: Star Wars sequel trilogy) سومین سه‌گانهٔ اصلی فرنچایز جنگ ستارگان، اثری آمریکایی در ژانر اپرای فضایی ساختهٔ جرج لوکاس است. این سه‌گانه توسط لوکاس فیلم ال‌تی‌دی. تولید شده و به‌وسیلهٔ استودیو سینمایی والت دیزنی توزیع شده‌است. این سه‌گانه به‌ترتیب شامل قسمت‌های VII تا IX است که به‌ترتیب زمانی پس از سه‌گانهٔ پیش‌درآمد (قسمت‌های I–III؛ ۱۹۹۹–۲۰۰۵) و سه‌گانه اصلی (قسمت‌های IV–VI؛ ۱۹۷۷–۱۹۸۳) جای می‌گیرد و آخرین نمایش از «حماسهٔ اسکای‌واکر» است. جرج لوکاس یک سه‌گانهٔ دنباله را در اوایل سال ۱۹۷۶ برنامه‌ریزی کرده بود، اما آن را در سال ۱۹۸۱ آن را لغو کرد. او در نهایت تنها شش قسمت اول را تولید کرد و برای مدتی این‌ها را حاوی داستان کاملی توصیف کرد. مفهوم سه‌گانهٔ دنبالهٔ زمانی که شرکت والت دیزنی برای خرید لوکاس‌فیلم در اواسط سال ۲۰۱۱ وارد مذاکره شد، احیا شد. سپس جرج لوکاس نگرش‌های داستانی جدیدی به وجود آورد، اما به گفته او این موارد تا حد زیادی کنار گذاشته شدند. خرید لوکاس‌فیلم توسط شرکت والت دیزنی و برنامه‌های تولید این سه‌گانه در اواخر سال ۲۰۱۲ اعلام شد.
نخستین قسمت، نیرو برمی‌خیزد، در ۱۸ دسامبر ۲۰۱۵ منتشر شد. این فیلم به‌کارگردانی جی. جی. آبرامز بود که فیلم‌نامه‌اش را با لارنس کاسدان و مایکل آرندت نوشته بودند. اعضای اصلی بازیگران سه‌گانهٔ اصلی متشکل از هریسون فورد، مارک همیل و کری فیشر نقش‌های خود را دوباره ایفا کردند و بازیگران جدیدی متشکل از دیزی ریدلی، جان بویگا، آدام درایور و اسکار آیزاک به این فیلم پیوستند. دومین قسمت این سه‌گانه، آخرین جدای در ۱۵ دسامبر ۲۰۱۷ به‌نویسندگی و کارگردانی ریان جانسن منتشر شد و بیشتر گروه بازیگران به این فیلم بازگشتند. قسمت پایانی، خیزش اسکای‌واکر در ۲۰ دسامبر ۲۰۱۹ منتشر شد. کارگردانی این فیلم بر عهده آبرامز بوده که فیلم‌نامه‌اش را با کریس تریو نوشته‌است.
این سه‌گانهٔ داستان زنی ۱۹ ساله به نام ری و وضعیت بد مقاومت در برابر محفل یکم، که از امپراتوری سقوط کرده کهکشانی برخاسته است را روایت می‌کند. ری راه‌های تسلط بر نیرو را تحت نظر لوک اسکای‌واکر و لیا ارگانا می‌آموزد و به دنبال والدینش (که به طرز مرموزی او را در کودکی رها کرده بودند) می‌گردد. ری با کایلو رن — پسر لیا و هان سولو، برادرزاده لوک و نوه آناکین اسکای‌واکر — روبرو می‌شود که به سمت تاریکی افتاده‌است. دو فیلم نخست نظرات مثبتی از سوی منتقدان دریافت کرد، اما فیلم سوم نظرات ضد و نقیضی را دریافت کرد. این سه‌گانه بیش از ۴٫۴ میلیارد دلار در گیشه جهانی فروخت و هر فیلم از فروش یک میلیارد دلاری در جهان گذشته‌اند.

## فیلم‌ها
| فیلم                        | تاریخ انتشار در ایالات متحده | کارگردان(ها)   | فیلم‌نامه‌نویس(ها)                          | داستان از                                          | تهیه‌کننده(ها)                            | تهیه‌کننده(ها)                            | توزیع‌کننده                 |
| --------------------------- | ---------------------------- | -------------- | ----------------------------------------- | -------------------------------------------------- | ---------------------------------------- | ---------------------------------------- | -------------------------- |
| جنگ ستارگان: نیرو برمی‌خیزد  | ۱۸ دسامبر ۲۰۱۵               | جی. جی. آبرامز | لارنس کاسدان، جی.جی. آبرامز و مایکل آرندت | لارنس کاسدان، جی.جی. آبرامز و مایکل آرندت          | کاتلین کندی، جی.جی. آبرامز و برایان بورک | کاتلین کندی، جی.جی. آبرامز و برایان بورک | استودیو سینمایی والت دیزنی |
| جنگ ستارگان: آخرین جدای     | ۱۵ دسامبر ۲۰۱۷               | ریان جانسن     | ریان جانسن                                | ریان جانسن                                         | کاتلین کندی و رام برگمن                  |                                          | استودیو سینمایی والت دیزنی |
| جنگ ستارگان: خیزش اسکای‌واکر | ۲۰ دسامبر ۲۰۱۹               | جی.جی. آبرامز  | جی.جی. آبرامز و کریس تریو                 | درک کانولی، کالین ترورو، جی.جی. آبرامز و کریس تریو | کاتلین کندی، جی.جی. آبرامز و میشل ریجون  |                                          | استودیو سینمایی والت دیزنی |